# Derarimus irregularis
Derarimus irregularis es una especie de coleóptero de la familia Anthicidae.

## Distribución geográfica
Habita en Malasia.